# Ильино (Западнодвинский район)
Ильино́ — посёлок сельского типа в Западнодвинском районе Тверской области. Административный центр Ильинского сельского поселения, образованного в 2005 году (до этого был центром Ленинского сельского округа).
До 1960 года был районным центром.

## География
Посёлок расположен в южной части района.
Находится в 45 километрах к юго-западу от районного центра Западная Двина, в 280 километрах (по прямой) от областного центра Тверь. До Смоленска — 124 км, до Витебска 114 км, до Великих Лук — 82 км.
Расположен на автодороге «шоссе „Москва — Рига“ — Глазомичи» (в 47 км от д. Белица на Рижской трассе). Южнее посёлка расположено Ильинское озероИльинское (№ 0287766) / Реестр наименований географических объектов на территорию Тверской области по состоянию на 23.5.2022 // Государственный каталог географических названий / rosreestr.ru..
Вплотную к посёлку расположены деревни Дудкино и Фролово.
Улицы
Уличная сеть Ильино представлена 19 улицами. Главные улицы посёлка — Советская, Фроловская и Красноармейская.

## История
В XII—XIV веках местность, где сейчас расположено Ильино, входила в Великое княжество Смоленское, затем в состав его удела — Торопецкого княжества. С 1355 года находится в составе Великого княжества Литовского. В XVI и XVII веках на некоторое время отходила к Русскому государству, и окончательно присоединена к России по первому разделу Польши в 1772 году.
С 1802 года село Ильино относилось к Велижскому уезду Витебской губернии. В 1844 году в селе Ильино было учреждено местечко, где поселились евреи-хасиды. Это единственное место на территории современной Тверской области, которое входило в черту оседлости. После отмены крепостного права стало центром волости. В селе расположились местечковая управа, волостное управление, народное училище (открытое в 1865 году), еврейская школа, кабак и церковь. Четыре раза в год здесь устраивались ярмарки.
В 1927 году в составе Ленинградской области был образован Ильинский район, и до 1960 года Ильино оставалось районным центром.
- в 1927—1929 — в составе Ленинградской области,
- в 1929—1937 — Западной области,
- в 1937—1944 — Смоленской области,
- в 1944—1957 — Великолукской области,
- в 1957—1960 — Калининской области.

Во время немецкой оккупации в Ильино было создано еврейское гетто.
По переписи 1959 года в селе Ильино было 1619 жителей, в Ильинском районе — 11 978 жителей.
В 1960 году после упразднения Ильинского района, его территория отошла к Октябрьскому району, переименованному в 1963 году в Западнодвинский район.
В конце XX века в посёлке имелось 403 хозяйства и проживало 805 человек. 
Религия
До революции в местечке находился деревянный православный храм Успения Пресвятой Богородицы, впервые упоминающийся по проверкам 1884 года. На кладбище у храма находилась часовня.
С 2013 года в посёлке ведётся строительство деревянного православного храма во имя Ильи Пророка.

## Название
От мужского личного имени Илья.

## Население
| 1959 | 2008 | 2010 |
| ---- | ---- | ---- |
| 1619 | ↘649 | ↘561 |

По данным Всероссийской переписи населения 2002 года в посёлке Ильино Ленинского сельского округа Западнодвинского района проживали 698 человек, преобладающая национальность — русские (98 %).

## Инфраструктура
В посёлке — администрация сельского поселения, правление СПК «Ильино», лесничество, средняя школа, детский сад, дом культуры, отделение связи, пекарня, столовая, баня, магазины.

## Памятники и памятные места
- Памятник жертвам гетто[15].

## Уроженцы
- Верховский, Сергей Борисович — участник Великой Отечественной войны, контр-адмирал;
- Наум Григорьевич Пейсаховский — Герой Советского Союза;
- Румковский, Хаим — глава юденрата Лодзинского гетто;
- В соседней деревне Фролово родился Герой Советского Союза Павел Егорович Шикунов.